# Ратевані
Ратевані (груз. რატევანი) — село в Грузії.
За даними перепису населення 2014 року в селі проживає 1370 осіб.